# Eurymedon (mythologie)
Eurymedon (Oudgrieks: Εὐρυμέδων; "Wijd en breid regerend") was in de Griekse mythologie de naam van verschillende minder belangrijke figuren:
- Eurymedon, in enkele verhalen, een titaan of reus die Prometheus verwekte nadat hij Hera had verkracht.
- Eurymedon, koning van de Giganten, vader van Periboia (moeder van Nausithoös bij Poseidon). Hij bracht vernietiging over zijn volk en werd zelf vernietigd.
- Eurymedon, een van de Cabiri, kinderen van Hephaistos en Cabiro, een Thracische vrouw. Hij was de broer van Alcon. Eurymedon vocht in de Indiase oorlog van Dionysos, maar hij vluchtte toen hij werd aangevallen door Orontes.
- Eurymedon, mogelijke vader van Cinyras bij de nimf Paphia.
- Eurymedon, een van de vier zonen van Minos en zijn concubine Pareia. Zijn broers waren Nephalion, Chryses en Philolaus. Eurymedon was een inwoner van het eiland Paros in de Cycladen, maar werd gedood door de held Herakles.
- Eurymedon, zoon van Dionysos en Ariadne, een van de Argonauten. Hij was de broer van Phlias.
- Eurymedon, vader van Andromache, een van de geofferde offers van de Minotaurus.
- Eurymedon, vader van Leanida die met Zeus omging en de moeder van Coron werd.
- Eurymedon, verdediger van de Hypsistan-poort in Thebe tijdens de militaire campagne van de Zeven tegen Thebe. Hij is de zoon van Faunus (Pan).
- Eurymedon, schildknaap en wagenmenner van Agamemnon. Hij was de zoon van Ptolemaeus, zoon van Peiraeus. Het graf van Eurymedon werd getoond in Mycene.
- Eurymedon, dienaar van Nestor.
- Eurymedon, een achternaam van Poseidon, Perseus en Hermes